# Serenata a Vallechiara
Serenata a Vallechiara (Sun Valley Serenade) è un film del 1941 diretto da H. Bruce Humberstone.
La star del film era la celebre pattinatrice Sonja Henie. Le scene danzate furono girate dal coreografo Hermes Pan.

## Trama
Ted, pianista in un'orchestra, decide di compiere una buona azione e di adottare una bambina profuga norvegese. Al suo arrivo però scopre che la bambina profuga, è in realtà un'avvenente e sportiva ventenne di nome Karen. Questo gli complicherà piacevolmente la vita.

## Produzione
Il film fu prodotto dalla Twentieth Century Fox Film Corporation.

## Distribuzione
Distribuito dalla Twentieth Century Fox Film Corporation, il film fu presentato in prima a Salt Lake City il 21 agosto uscendo poi nelle sale il 29 agosto 1941.